# 上海ディズニーランド
上海ディズニーランド（シャンハイディズニーランド、簡体字中国語: 上海迪士尼乐园、 英語: Shanghai Disneyland、略称：SHDL）とは、中華人民共和国の上海市の浦東新区に位置し、2016年6月16日に開業したディズニーパークのことを指す。
3.9平方キロメートル（1.5平方マイル）の広さで、建設費は245億人民元（約4兆9490億円）である。2023年の統計に拠れば、年間1400万人が訪れていて、世界で5番目に多くの来園者数を有するテーマパークとなっている。また、ディズニー社は株の43%、上海市政府が出資している申迪公司は57%を保有しているが、日本のオリエンタルランドとは違ってディズニー社が主導側の立場になっている。
現在、園内には「ミッキー・アベニュー」、「ガーデンズ・オブ・イマジネーション」、「ファンタジーランド」、「トレジャー・コーブ」、「アドベンチャー・アイル」、「トゥモローランド」、「トイ・ストーリー・ランド」、そして「ズートピアエリア」などの8つの有料テーマエリアと、1つの無料エリア「ディズニータウン」がある。

## 概要

### 中国語表記について
「上海ディズニーランド」は中国語では「上海迪士尼乐园」と表記され、この表記の構成は以下のとおりである。
- 上海は、日本語における「上海」と同様に、都市名を指す。
- 迪士尼は、「ディズニー」の音に基づいた音訳であり、「迪」は「ディ」、「士」は「ズ」、「尼」は「ニー」と発音される。これらの漢字は意味ではなく、発音を優先して選ばれている。
- 乐园は、日本語の「楽園」に相当し、「ランド」の音ではなく、意味に基づいて翻訳されたものである。中国語では簡体字という字体が用いられており、「楽」は「乐」、「園」は「园」と表記される。

### 基本情報
2016年6月16日に開業し、ディズニーランドとしては6番目の開園になり、社会主義国・共産圏初のディズニーランドであり、世界最新のディズニーランドでもある。「ディズニーパーク単体の面積」としては世界最大の規模を誇るが、ランドやホテル・周辺施設を含む「リゾート全体の面積」としては、米国のフロリダやフランスのパリに次いで世界で3番目に大きい。
園内の中心部に立つお城は高さ60メートルで、全ディズニーパークのお城の中で最も高く、最大の規模を持つシンボル建造物である。他のディズニーパークのシンデレラ城や眠れる森の美女の城とは異なり、このお城は特定のプリンセスに限定せず、全てのディズニープリンセスの物語を象徴するデザインとなっている。また、その英語の名称「エンチャンテッド・ストーリーブック・キャッスル（Enchanted Storybook Castle）」が比較的に長いため、現地では中国語による「奇幻童話城堡」の表記が多く用いられている。
園内の建物には西洋風だけでなく、中華風のものも多く、ミッキーやミニーなどのキャラ達も頻繁に中華風の衣装を着て登場している。2023年6月15日、上海ディズニーランドと上海市政府は「ゲストはディズニーキャラを模した服装を着ない限り、どんな服装を着て来園しても構わない。むしろ中国らしさを強調するため、漢服の園内着用を推奨している。また、中国国内のディズニーパーク同士の競争を避けるために、香港ディズニーランドでは『チャイナドレス』を主流とし、上海ではより伝統的な『漢服』を用いることで、両都市それぞれの特色が際立つように区別化をする」という共同声明を発表した。

### 経営状況
上海ディズニーランドの2016年開園から2017年6月まで来場者数は1100万人となり、目標を1割上回った。各アトラクションの待ち時間は専用アプリで確認できるが、連休となる春節（旧正月）や国慶節（中華人民共和国の建国記念日）には2時間以上になることもある。2018年3月に発表された「2017年の世界のテーマパーク入場者ランキング」によれば、上海ディズニーランドは入場者数で世界8位、アジア・太平洋地域では東京ディズニーランド、ユニバーサル・スタジオ・ジャパン、東京ディズニーシーに次ぐ4位のテーマパークとなった。
毎年、アメリカのテーマエンターテインメント協会(TEA)が、エンジニアリングサービス会社のAECOMと共同で調査し発表する、世界のテーマパークの来園者数ランキングにおける上海ディズニーランドの来園者数と順位は以下の通り。2020年から2022年までは新型コロナウイルス感染症の世界的流行の影響により、世界中のテーマパークで営業中止や入場者制限がされたため来園者数が激減している。
なお、営業日数等の条件はまちまちなので、ランキングの更新はされなかった。
| 年別 | 来園者数   | ワールド ランキング | 引用元 |
| ---- | ---------- | ------------------- | ------ |
| 2016 | 05,600,000 | 21                  | [ 23 ] |
| 2017 | 11,000,000 | 8                   | [ 24 ] |
| 2018 | 11,800,000 | 8                   | [ 25 ] |
| 2019 | 11,210,000 | 10                  | [ 26 ] |
| 2020 | 05,500,000 | N/A                 | [ 22 ] |
| 2021 | 08,480,000 | N/A                 | [ 27 ] |
| 2022 | 05,300,000 | N/A                 | [ 28 ] |
| 2023 | 14,000,000 | 5                   | [ 29 ] |

### 最新技術
上海ディズニーランドのアトラクションは、革新的な技術を駆使することで、迫力満点の体験を提供しているのが特徴である。例えば、映画『トロン』や『トロン: レガシー』に登場するライトサイクルやその世界観を再現した「トロン・ライトサイクル・パワーラン」、4D技術を活用した「カリブの海賊：バトル・フォー・ザ・サンケン・トレジャー」など、テクノロジー性の高いアトラクションが多数設置されている。
テーマパークと大通りを一本挟んだ場所にある天然ガスを使った「コージェネレーション」から、パーク全体にエネルギーが供給されている。このエネルギーステーションには蒸気、冷気、熱水、電力の4種類のパイプが敷設されており、発電時に発生する余熱で蒸気を作り出し、圧縮空気が必要なアトラクションに供給している。また、余熱を利用して水を加熱し、厨房やホテルにお湯を供給するとともに、臭素酸イオン技術を使ったセントラル空調で冷房を行っている。このシステムは、童話のお城の暖炉やジェットコースターに必要な圧縮空気、ミッキーの部屋の夏の冷房など、様々なアトラクションやシーンにエネルギーを提供する際に、電力だけに頼るのではなく、複数のエネルギー源を効率的に組み合わせて利用している。上海ディズニーランドは、こういった数々の最新技術を導入した初めてのディズニーパークである。

## 沿革

### すでに完成したプロジェクト
- 1990年、中国首相となる朱鎔基が上海市長だった頃、ディズニ会社と誘致交渉を行い、全部合意まで約20年間に渡った[14]。中国東方航空の上海ディズニーランド特別塗装機（エアバスA330-300型機）

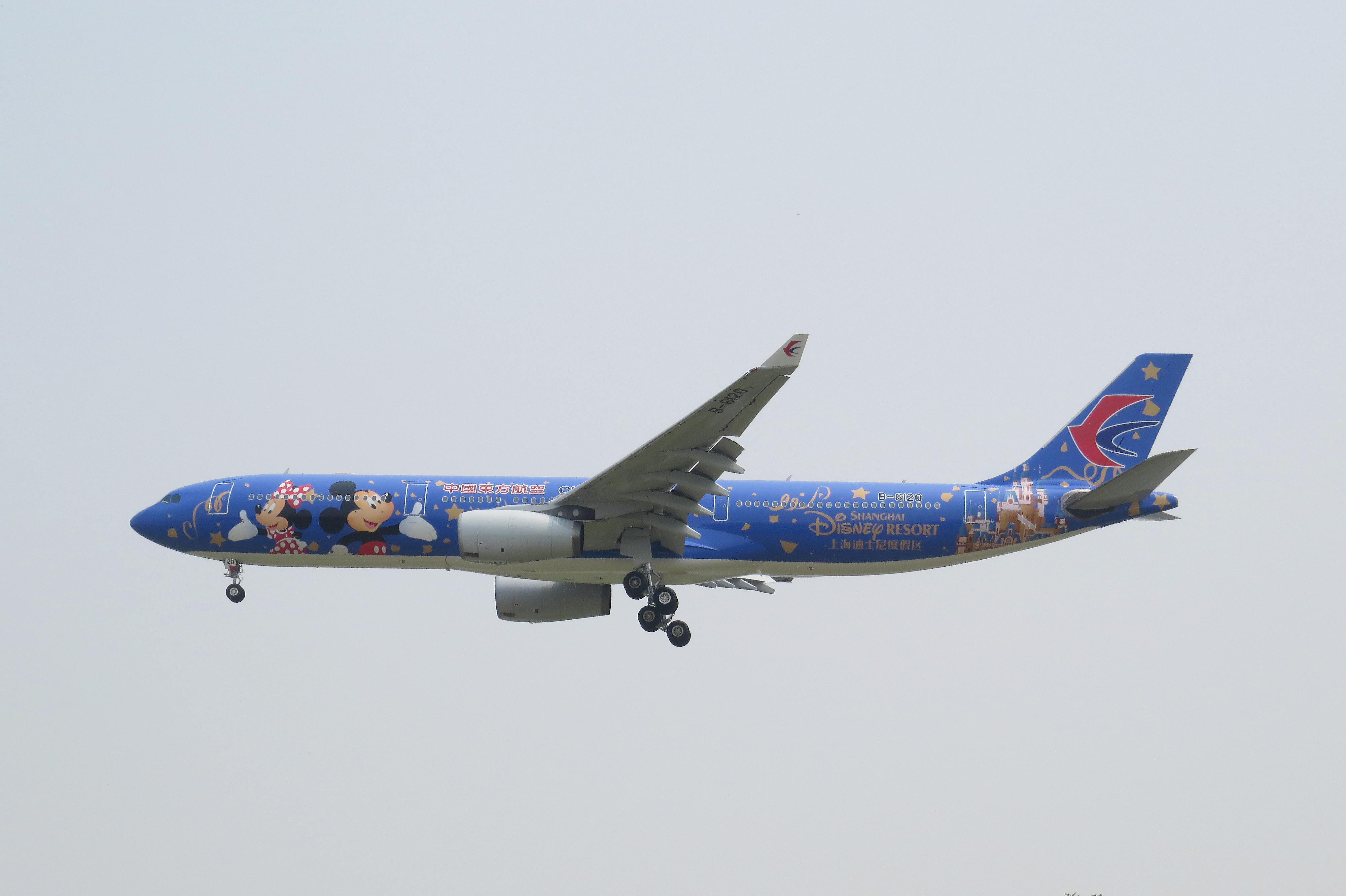
中国東方航空の上海ディズニーランド特別塗装機（エアバスA330-300型機）

- 2009年1月 - ウォルト・ディズニー・カンパニーと上海市当局が建設プロジェクトに基本合意。
- 2010年11月 - ウォルト・ディズニー・カンパニーと中国政府での間で正式に契約を締結[30]。
- 2010年12月3日に東京ディズニーリゾートの経営・運営を行っているオリエンタルランドも上海ディズニーランドの建設や経営に参画することが一部メディアで報じられた。しかしオリエンタルランドはウォルト・ディズニー・カンパニーとの協議は行っておらず、また打診も行っていないこともあって、経営に参加する事実を否定した[広報 2]。
- 2011年4月6日には、上海市浦東新区の建設予定地において建設が開始された。
- 2011年4月8日 - 着工式典が開催[31]。
- 2011年8月10日にディズニー・パークス・エクスペリエンス・プロダクツのトーマス・スタッグス会長は「ディズニー社」と、上海市の設立した国有企業である「上海申迪（集団）有限公司」の2社による合弁会社を設立すると発表した。ディズニーが多数の株式を占める1社はリゾートエリアの運営業務を担当し、上海申迪（集団）有限公司が多数の株式を占めるもう1社は、リゾートエリアとパーク全体の所有、投資者となる。こうした合弁モデルは上海ディズニー特有のもので、利益は合弁会社の双方が共有する[32]。
- 2013年10月17日に上海ディズニーランドで最初の18メートルの高さの鉄骨柱ルートが装着され、地上部分の建設が正式スタートした[33]。
- 2014年4月29日に上海ディズニーリゾートに830億円が追加投資されることが上海市政府により発表された[34]。
- 2016年3月28日に同年6月にオープンする上海ディズニーランドのチケット販売がインターネットで始まった[35]。中国本土で初めてのディズニーランドだけに関心は高く、地元メディアによると、開業日の6月16日のチケットは開始後すぐに売り切れたという[36]。
- 2016年6月16日 - 開業[2]。開業の際の式典、および前日に行われたショーは全世界で生中継された。
- 2018年4月26日 - 初の大規模拡張計画、トイ・ストーリーランド開園[2]。この式典も全世界で生中継された。
- 2020年1月24日〜5月10日 - 新型コロナウイルス感染症（COVID-19）流行拡大のため長期休園[37][38][39]。
- 2020年5月11日 - 営業を再開[40]。世界各国のディズニーパークがCOVID-19を理由に長期休園する中、初の再開となった。
- 2021年6月15日 - 新ショー『Mickey's Storybook Adventurer』公演開始[41]。
- 2023年12月20日 - ズートピアエリアが開園[42][43][44][45][46][47][48]。

### 今後の計画・建設予定
- 2024年8月10日のD23 Expoにて「スパイダーマン」をテーマにしたローラーコースタータイプのアトラクションを建設予定と発表[49]。

## エリアと施設
上海ディズニーランドには「8つの有料テーマエリア」と「1つの無料エリア」から構成されている。中国国内のディズニーランドゆえに、各エリアには英語名だけでなく、漢文名も付けられている。
従来のマジックキングダムタイプのディズニーパークとは、左右が逆のレイアウトになっており、メイン広場の左側にあるアドベンチャーランド（上海ではアドベンチャーアイル）が右側へ、トゥモローランドは右側ではなく、左側へ配置されている。ファンタジーランドだけは位置が変わらず、お城の後ろにある。また、パークは大自然に溶け込むよう設計されており、フロリダや東京のような蒸気機関車や外の景色を隠す土手が無くても、周りの自然景観と調和している。
上海ディズニーランドには、中国ならではの特色が随所に施されている。たとえば、お城とエントランスをつなぐ商店街は従来のヴィクトリア朝風の建物に代わり、中国で人気の高いキャラクターたちをテーマにした建物が並んでいる。商店街とお城の間の広い空間には「牡丹・松・東洋蘭を植えた花園」や「梅と桃の木を植えた十二支の庭」、「九曲橋」、「錦鯉池」、「伝統の青花瓷をイメージしたレストラン」など、5つの中華風庭園が設置されている。
中国人は日本人やアメリカ人に比べて、暗い空間で踊ったり、歌ったりする人形やロボットに恐怖感を抱くことが多いため、上海ではアニマトロニクスをできるだけ使わず、その代わりに「4Dスクリーン」や「ライブ感のある刺激装置」などの技術で充実させている。また、中国人は行列を作ってアトラクションを楽しむ時間よりも、おいしい食事や美しい建築を楽しむ時間のほうが長いということから、レストランの座席数は通常のマジックキングダムパークの3倍に増やされ、大家族向けの広いピクニックエリアも多く設けられている。
一方で、米国色を抑えた演出が取り入れられている。たとえば、米国の特徴が濃いスペース・マウンテンやイッツ・ア・スモールワールド、カリブの海賊などの定番アトラクションは中国文化に合わせて形を変えている。欧米の文化帝国主義や白人至上主義など、中国共産党にとっては敏感な政治的配慮から、従来のディズニーパークの「フロンティアランド」「ウェストランド」「ジャングル・クルーズ」の中に存在する、植民時代を美化するような演出は省略されており、アドベンチャーアイルという1つのエリアに凝縮されている。

### ミッキー・アベニュー（米奇大街）
上海ディズニーランドのオリジナルテーマランド。パークのエントランスの正面に位置し、他のディズニーパークの「メインストリートUSA」や「ワールドバザール」に相当している。エリア全体にミッキーマウスやディズニーの仲間たちの要素が散りばめられており、「トゥーンタウン」と「ワールドバザール」を融合したような雰囲気である。アメリカ風の建物が立ち並んでいて、それぞれが「ミッキーの家」や「ミニーの家」などの設定とされており、建物の中ではキャラクターのプロップスを楽しみながら、そのキャラクターにちなんだ商品を購入できる。例えば「スウィートハート・コンフェクショナリー」というお店は、「ステラ・ルーのお菓子工房」という設定で、ステラ・ルーに関連する限定のお菓子が販売されつつ、ステラ・ルーとのグリーティングも提供している。

### ガーデン・オブ・イマジネーション（奇想花園）
上海ディズニーランドのオリジナルテーマランド。「エンチャンテッド・ストーリーブック・キャッスル」の前に広がる大きな庭園であり、ここは中国の干支をテーマにした絵や、徽派建築という建築様式の中華料理屋などが集まって、中国文化とディズニーの要素が融合したエリアとなっている。世界のディズニーパークで唯一、「花園」をメインテーマにした場所でもある。また、空飛ぶダンボやカルーセルのアトラクションが、通常はファンタジーランドにあるが、上海ではこのガーデン・オブ・イマジネーションに設置されている。

### ファンタジーランド（夢幻世界）
パーク内最大のテーマランド。上海ディズニーのシンボル「奇幻童話のお城」がこのエリアにある。ボートに乗ってディズニー映画の名シーンを巡るクリスタル・グロットや、くまのプーさんをテーマにしたエリアなど、上海ディズニーランドならではのアトラクションも楽しめ、とくにクリスタル・グロットは夜になるとより幻想的な雰囲気が体験できる。

### トレジャー・コーブ（宝蔵湾）
上海ディズニーランドのオリジナルテーマランド。18世紀のカリブ海沿岸をテーマにしたエリアであるが、スペインやイギリスの植民地時代の歴史的な要素はすべて省略されている。このエリアは、映画『パイレーツ・オブ・カリビアン』だけのために創られており、メインアトラクションである「カリブの海賊 バトル・フォー・サンケン・トレジャー」は非常にハイテクで高品質である。また、ジャック・スパロウが登場するショー「アイ・オブ・ザ・ストーム」も楽しむことができる。

### アドベンチャー・アイル（探険島）
上海ディズニーランドのオリジナルテーマランド。冒険や探険をテーマにしており、アドベンチャーランドに似ていて、全体的に中南米の山やジャングルを基に造られている。ディズニーとは思わないアトラクション「ロアリング・ラピッド」や、世界一周を巡る「ソアリン・オーバー・ザ・ホライズン」など、冒険に関連するアトラクションが楽しめる。

### トゥモローランド（明日世界）
未来をテーマにしたテーマランド。世界ディズニーパークのトゥモローランドの中で、唯一「スペース・マウンテン」が存在せず、その代わりに映画『トロン: レガシー』をテーマにした「トロン・ライトサイクル・パワーラン」というアトラクションがある。

### ディズニータウン（迪士尼小鎮）
上海ディズニーランドのオリジナルテーマランドで、唯一の無料入場のエリア。メインストリートUSAの機能も揃えるショッピングモールの街であり、パークへのエントランスは付近に位置しており、上海ディズニーランドの内部から直結している。

### トイ・ストーリーランド（玩具総動園）
英語名は「Toy Story Land」で、開園2年後の2018年ですぐ完成したエリア。開業間もなく、2016年11月9日に発表され、1年4ヶ月をへて上海ディズニーの七つ目の有料テーマエリアとして、2018年4月26日にオープンした。トゥモローランドとファンタジーランドの間の場所に位置している。

### ズートピア（瘋狂動物城）
上海ディズニーランドのオリジナルテーマランド。2019年1月22日、世界で唯一、映画『ズートピア』をテーマとするエリアを開発する計画を発表。2023年9月5日、世界で唯一のズートピアのエリアのオープンが同年末になることを発表された。また、メインアトラクションの名称が「ズートピア：ホット・パシュート（Zootopia: Hot Pursuit）」となることも発表。2023年12月20日に建設完成、同日開業。

#### 広報資料・プレスリリースなど一次資料
1. ↑  Smith, Thomas (2016年1月12日). “Opening Date Set for Shanghai Disney Resort, Disney’s Newest World-Class Destination” (英語).   DisneyParks Blog. 2016年1月12日閲覧。
2. ↑  「上海ディズニーランド」の経営参加に関する一部報道について (PDF)